# Dopamin (Album)
Dopamin ist das 14. Studioalbum der deutschen Rockband Böhse Onkelz. Es erschien am 15. April 2002 über das bandeigene Label Rule23 Recordings. Das Album wurde zu großen Teilen auf Ibiza eingespielt und in London in den Abbey Road Studios abgemischt.

## Albumtitel
Der Titel spielt bewusst auf die eigentliche Bedeutung des Neurotransmitters Dopamin an, der beim Essen, Sex und auch bei Drogenkonsum ausgeschüttet wird und Euphorie auslöst. Durch Dopamin wird auch die Adrenalinproduktion angeregt.

## Covergestaltung
Das Albumcover zeigt die vier Bandmitglieder zum Teil mehrfach in orangen Farbtönen. Der Hintergrund ist grau-weiß und enthält den Albumtitel Dopamin. Der Schriftzug Böhse Onkelz steht im unteren Teil des Bildes.

## Titelliste
| #  | Titel                            | Länge |
| -- | -------------------------------- | ----- |
| 1  | Die Firma                        | 4:18  |
| 2  | Narben                           | 4:21  |
| 3  | Macht für den der sie nicht will | 4:32  |
| 4  | Mutier mit mir                   | 4:09  |
| 5  | Keine Amnestie für MTV           | 3:05  |
| 6  | Wie kann das sein                | 3:16  |
| 7  | Nr. 1                            | 3:53  |
| 8  | Stand der Dinge                  | 5:13  |
| 9  | Ich weiß wo du wohnst            | 2:31  |
| 10 | Keine Zeit                       | 3:15  |
| 11 | Jetzt oder nie                   | 4:01  |
| 12 | Nur wenn ich besoffen bin        | 3:53  |

## Informationen zu einzelnen Liedern
Macht für den der sie nicht will
Das Lied spricht die oft auftretende Problematik an, dass in einer Gesellschaft oft die Machthaber ihre Macht auch ausnutzen. Es werden nicht eingehaltene Wahlversprechungen seitens der Politiker angeklagt und ironisch verlangt, dass diejenigen die Macht bekommen sollten, die sie nicht wollen.
Keine Amnestie für MTV
Das Lied behandelt den Konflikt zwischen den Onkelz und dem Fernsehsender MTV. Darin singen sie, dass sie den „Kampf“ nicht angefangen haben, sich aber zu wehren wissen. Außerdem prangern sie das Verhalten MTVs an.
Wie kann das sein
Dieser Titel befasst sich mit dem Thema Kindesmissbrauch und Kinderprostitution in den sogenannten Dritte-Welt-Ländern.
Keine Zeit
Der Song handelt von der Zeit, die der Mensch für unwichtige Sachen verschenkt. Der Mensch sollte besser den Tag nutzen, da er für ihn vorgesehen ist. („Der Tag ist für dich vorgeseh’n – lass ihn nicht vorüber geh’n“)
Nur wenn ich besoffen bin
Der Song handelt von der Sehnsucht nach jemandem, doch man traut sich nicht, die Person anzusprechen, weshalb man seine Schamgrenze mit Alkohol herunterschraubt. „Nur wenn ich besoffen bin, kommst du mir in den Sinn“.

## Rezeption
| Professionelle Bewertungen | Professionelle Bewertungen |
| -------------------------- | -------------------------- |
| Kritiken                   |                            |
| Quelle                     | Bewertung                  |
| Rock Hard                  | [ 6 ]                      |
| Metal Hammer               | [ 7 ]                      |
| Pressure Magazine          | [ 8 ]                      |

Thomas Kupfer vom Musikmagazin Rock Hard bewertete Dopamin mit acht von möglichen zehn Punkten. Er hält das Album für „um einiges melodischer“ als frühere Veröffentlichungen. Die Onkelz hätten sich erneut weiterentwickelt „und mit manchen Songs stilistisches Neuland“ betreten. Die Band hätte es „nicht mehr nötig, sich in Pathos und Selbstmitleid zu suhlen, stattdessen kommt verstärkt eine gehörige Portion (Selbst)Ironie zum Vorschein“, weshalb „‚Dopamin‘ problemlos als bisher reifstes Album“ der Band gelten könne.

## Kommerzieller Erfolg

### Chartplatzierungen und Singles
Dopamin stieg in der 18. Kalenderwoche des Jahres 2002 auf Platz 1 in die deutschen Albumcharts ein und hielt sich dort eine weitere Woche, bevor es auf Position 2 fiel. Insgesamt war das Album 24 Wochen in den Top 100 vertreten. In den deutschen Jahrescharts 2002 belegte der Tonträger Rang 15.
Als Single wurde das Lied Keine Amnestie für MTV, inklusive des Albumtracks Narben und der beiden Cover-Songs ’Coz I luv you und Je t’aime … (moi non plus), die nicht auf Dopamin enthalten sind, veröffentlicht. Die Single stieg auf Platz 2 der deutschen Singlecharts ein und konnte sich 11 Wochen in den Top 100 halten.
| ChartsChartplatzierungen | Höchstplatzierung | Wochen |
| ------------------------ | ----------------- | ------ |
| Deutschland (GfK)        | 1 (24 Wo.)        | 24     |
| Österreich (Ö3)          | 4 (12 Wo.)        | 12     |
| Schweiz (IFPI)           | 13 (8 Wo.)        | 8      |

| ChartsJahrescharts (2002) | Platzierung |
| ------------------------- | ----------- |
| Deutschland (GfK)         | 15          |
| Österreich (Ö3)           | 70          |

### Auszeichnungen für Musikverkäufe
Das Album verkaufte sich in Deutschland mehr als 150.000 Mal, was den Verkaufszahlen für eine Goldene Schallplatte entspricht.
| Land/Region        | Auszeichnungen für Musikverkäufe (Land/Region, Auszeichnung, Verkäufe) | Verkäufe |
| ------------------ | ---------------------------------------------------------------------- | -------- |
| Deutschland (BVMI) | Gold                                                                   | 150.000  |
| Insgesamt          | 1× Gold ·                                                              | 150.000  |